# Сент Ан де Бопре (Квебек)
Сент Ан де Бопре (фр. Sainte-Anne-de-Beaupré) је град у Канади у покрајини Квебек. Према резултатима пописа 2011. у граду је живело 2.854 становника.

## Становништво
Према резултатима пописа становништва из 2011. у граду је живело 2.854 становника, што је за 1,8% више у односу на попис из 2006. када је регистровано 2.803 житеља.
| 2006. | 2011. |
| ----- | ----- |
| 2.803 | 2.854 |